# Kālia
Kālia är en ort i Bangladesh.   Den ligger i provinsen Khulna, i den centrala delen av landet, 110 km sydväst om huvudstaden Dhaka. Kālia ligger 9 meter över havet och antalet invånare är 40 492.
Kālia ligger i underdistriktet Kalia Upazila. 
Terrängen runt Kālia är mycket platt. Runt Kālia är det tätbefolkat, med 709 invånare per kvadratkilometer.. Närmaste större samhälle är Narail, 18,6 km nordväst om Kālia.
Trakten runt Kālia består till största delen av jordbruksmark.